# Indossament

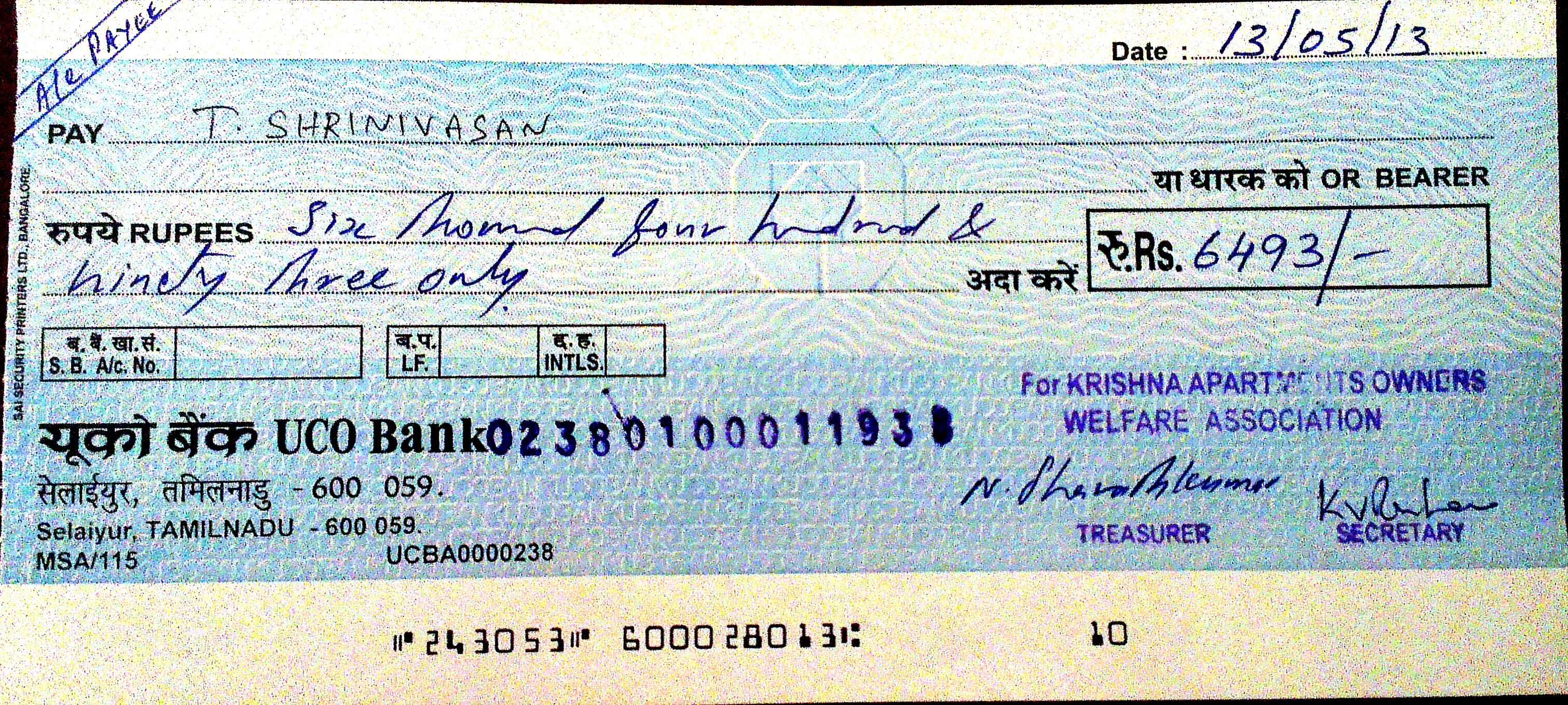
Dies ist ein Scheck, der für eine sichere Geldübergabe vorgesehen ist. Da er in der Ecke gekennzeichnet, kann er nur auf ein Bankkonto eingelöst werden.

Ein Indossament (von italienisch in dosso, „auf dem Rücken“) oder Begebungsvermerk ist ein gesetzlich vorgesehener schriftlicher Übertragungsvermerk auf einem Orderpapier, durch den die Rechte aus dem Orderpapier (insbesondere das Eigentum hieraus) ganz oder teilweise auf einen neuen Begünstigten übertragen werden.

## Allgemeines
Im Unterschied zu Orderpapieren können Inhaberpapiere nach § 929 BGB durch Einigung und Übergabe formlos übertragen werden. Ihre Verkehrsfähigkeit ist kraft Gesetzes als hoch einzustufen. Dagegen hat der Gesetzgeber bei der Übertragung von Orderpapieren mit dem Indossament eine Hürde vorgesehen. Allein durch das Indossament sind Orderpapiere weniger verkehrsfähig als Inhaberpapiere. Da ein Orderpapier auf einen bestimmten und namentlich genannten Begünstigten lautet, musste eine Übertragungsregelung gefunden werden: Sie macht im Orderpapier kenntlich, dass der eigentlich Begünstigte seine Rechte übertragen hat. Das Indossament ist sowohl bei geborenen als auch bei gekorenen Orderpapieren zu deren Übertragung erforderlich.

## Rechtsfragen
Das Indossament ist die wertpapierrechtliche Sonderform der Übertragung von Rechten. Die Arten und Funktionen des Indossaments sind überwiegend im Wechselgesetz geregelt. Das Wechselgesetz wurde hierfür ausgewählt, weil der Wechsel das typischste Orderpapier darstellt. Ergänzende Bestimmungen finden sich zudem noch im Scheckgesetz und dem HGB.
Der bisherige Inhaber des Wertpapiers stellt das Indossament aus und heißt folglich Indossant, der Empfänger des Wertpapiers wird Indossatar genannt. Das Indossament bedarf nach § 365 Abs. 1 HGB in Verbindung mit Art. 13 Abs. 1 Satz 2 WG (Art. 16 ScheckG) der Schriftform und muss daher nach § 126 BGB vom Indossanten eigenhändig unterschrieben sein. Eine besondere Formulierung des Übertragungswillens oder das Ausstellungsdatum werden nicht vorgeschrieben, insbesondere braucht der Ausdruck „Order“ nicht vorzukommen.
Durch eine ununterbrochene Kette von Indossamenten, die auf den Aussteller der Urkunde zurückzuführen sein muss, ist der letzte Indossatar als berechtigter Inhaber des Orderpapiers legitimiert, vom Aussteller oder Schuldner des Orderpapiers Leistung zu verlangen. Der Indossatar kann alle Rechte aus dem Orderpapier im eigenen Namen geltend machen, wobei der gutgläubige Erwerb geschützt ist (§ 365 Abs. 1 HGB, Art. 16 Abs. 2 WG). Die materielle Berechtigung des Indossataren ergibt sich deshalb durch eine lückenlose Indossamentenkette, die einen gutgläubigen Erwerb sicherstellt. Geschützt wird der Gute Glaube an die Verfügungsbefugnis, an die Vertretungsmacht und nach herrschender Auffassung an die Echtheit des Indossaments. Ist die Indossamentenkette lückenhaft, entfällt der Gutglaubensschutz für den betroffenen Übertragungsakt, wodurch der Schuldner seine Leistung verweigern kann. Ob auch der gute Glaube an die Geschäftsfähigkeit des Indossanten geschützt wird, ist umstritten, muss wohl wegen eines untragbaren Wertungswiderspruchs gegenüber Inhaberpapieren verneint werden.
Für die Namensaktie, die trotz ihrer Bezeichnung zu den geborenen Orderpapieren gehört, verweist § 68 Abs. 1 Satz 2 AktG auf die Bestimmungen des WG und macht damit die Namensaktie indossabel. Auch § 365 Abs. 1 HGB verweist für die gekorenen Orderpapiere auf die Bestimmungen des WG.

## Funktionen und Arten des Indossaments
Beim Vollindossament werden alle drei Funktionen erfüllt, bei den Sonderformen des Teilindossaments bleiben hingegen einige Funktionen außer Kraft.

### Vollindossament
Ein Vollindossament besitzt drei Funktionen:
- Transportfunktion (Art. 14 WG): Durch das Indossament werden alle Rechte (insbesondere Eigentum) aus dem Orderpapier vom bisherigen Gläubiger (Indossant) auf den neuen Eigentümer (Indossatar) übertragen.
- Garantiefunktion (Art. 15 WG): Jeder Indossant (beim Wechsel auch der Wechselaussteller) haftet gegenüber jedem zukünftigen rechtmäßigen Inhaber für die (Annahme des Wechsels und) Leistung der verbrieften Schuld.
- Legitimationsfunktion (Art. 16 WG): Als Berechtigter gilt der Inhaber des Orderpapiers, der auf diesem eine ununterbrochene Indossamentkette vorweisen kann, auch dann, wenn das letzte Indossament ein Blankoindossament ist.

### Blankoindossament
Wird der Name des Indossatars nicht angegeben, handelt es sich um ein Blankoindossament (Art. 13 Abs. 2 WG bzw. Art. 16 Abs. 2 ScheckG); es besteht in der bloßen Unterschrift des Indossanten. Jeder Inhaber eines blanko-indossierten Orderpapiers gilt dann als Berechtigter, weitere Indossamente sind nicht mehr erforderlich. Das Blankoindossament durchbricht nicht die Lückenlosigkeit der Indossamentenkette. Steht ein Blankoindossament allein oder am Ende einer ununterbrochenen Indossamentenkette, so ist der jeweilige Inhaber der Eigentümer (Art. 16 Abs. 2 WG). Daher kann ein mit Blankoindossament versehenes Orderpapier durch bloße Einigung und Übergabe übereignet werden, ohne dass es einer erneuten Indossierung bedarf (Art. 14 WG). Das Blankoindossament verwandelt deshalb Orderpapiere in „technische“ Inhaberpapiere.

### Sonderformen
- Inkassoindossament oder Prokuraindossament: Der Indossatar wird nur zum Einzug des Wertes (meist bei Wechseln) bevollmächtigt (z. B.: „Für mich an die Order der xx-Bank zum Inkasso“). Laut Wechsel- / Orderscheckabkommen nur ohne einschränkende Zusätze (z. B. "Wert zum Einzug") zulässig. Es überträgt lediglich Besitz, das Eigentum verbleibt beim Indossanten. Daher wird bei dieser Form die Transportfunktion nicht voll verwirklicht.
- Pfandindossament: Der Pfandgläubiger hat das Recht, sich wegen einer Forderung aus dem Orderpapier zu befriedigen. Es überträgt wiederum lediglich Besitz, das Eigentum verbleibt beim Indossanten. Daher wird bei dieser Form die Transportfunktion nicht voll verwirklicht.
- Angstindossament: Der Indossant verweigert damit den folgenden Wechselinhabern das Recht der Rückgriffshaftung durch den Vermerk „ohne Haftung“ oder „ohne Obligo“. Daher wird bei dieser Form die Garantiefunktion nicht verwirklicht.
- Mit einem Rektaindossament schließt der Indossant die Weitergabe der Urkunde durch den Indossatar ausdrücklich aus. Der Zusatz „nicht an Order“ verbietet dem Indossatar die Übertragung des Orderpapiers durch ein weiteres Indossament. Dadurch entsteht aus dem Orderpapier ein „technisches“ Rektapapier, das lediglich noch durch Abtretung übertragen werden kann. Daher wird bei dieser Form die Garantiefunktion nicht verwirklicht.

Das Indossament besitzt bei gekorenen Orderpapieren lediglich die Legitimations- und Transportfunktion, nicht jedoch Garantiewirkung. Die Traditionspapiere (Orderlagerschein, Ladeschein, Konnossement) repräsentieren die in ihnen verbriefte Ware, so dass deren Übertragung durch Indossament auch automatisch Eigentum an der Ware überträgt.
Die Legitimationsfunktion schafft eine unwiderlegbare Rechtsvermutung, wonach rechtmäßiger Inhaber eines Orderpapiers der Besitzer der Urkunde ist, der sein Recht durch eine ununterbrochene Kette von Indossamenten nachweisen kann.

## Geltendmachung
Um den im Orderpapier verbrieften Anspruch beim Aussteller/Schuldner geltend machen zu können, ist die Aushändigung des Papiers an den Aussteller/Schuldner erforderlich. Wer das Papier nicht besitzt, kann keine Leistung verlangen. Die Vorlage einer Urkunde zwecks Geltendmachung der in ihr verbrieften Leistung ist ein Charakteristikum von Wertpapieren. Der Schuldner eines Orderpapiers ist nach Art. 40 Abs. 3 Satz 2 WG lediglich verpflichtet, vor seiner Leistung die äußere Ordnungsmäßigkeit einer Indossamentenkette zu prüfen. Er überprüft mithin die Kette der Indossamente auf ihre Lückenlosigkeit, wobei es unerheblich ist, ob die Indossamente wirksam oder die Unterschriften echt sind. Leistet der Schuldner an einen nichtberechtigten Vorleger des Orderpapiers, so wird er von der Leistung frei (§ 365 Abs. 1 HGB i. V. m. Art. 40 Abs. 3 WG).